# Barbacenia vandellii
Barbacenia vandellii är en enhjärtbladig växtart som beskrevs av Johann Baptist Emanuel Pohl och Moritz August Seubert. Barbacenia vandellii ingår i släktet Barbacenia och familjen Velloziaceae. Inga underarter finns listade.